# Molidae
Los mólidos (Molidae) son una familia de peces marinos incluida en el orden Tetraodontiformes, con amplia distribución mundial por todos los mares tropicales y de aguas templadas. Su nombre procede del latín mola, que significa 'rueda de molino', por la hechura de estos peces.
Aparecen por primera vez en el registro fósil en el Mioceno, durante el Terciario superior.

## Morfología
La boca es pequeña y en ella los dientes están fusionados de forma similar a un pico de ave. A cada lado de la cabeza tienen dos diminutos orificios nasales; no tienen línea lateral ni vejiga natatoria.
Tanto en la aleta dorsal como en la anal faltan las espinas, pero usan estas aletas como empuje en la locomoción; no tienen pedúnculo caudal y la aleta caudal, cuando tiene, es una pseudoaleta caudal formada por los radios últimos de la dorsal y anal que migraron hasta la parte posterior; no tienen aletas pélvicas.
Tienen una piel curtida y gruesa, con pequeñas aberturas para las branquias por delante de las aletas pectorales; de color gris por delante, gris-plateado por los laterales y pálido por debajo; dos especies alcanzan más de 3 m de largo y llegan a pesar 1500 kg.

## Hábitat y reproducción
La fecundidad es alta, se ha estimado que un ejemplar de «mola» puede poner hasta 300 millones de huevos; los jóvenes son espinosos y difieren notablemente de los adultos.
Nada muy lentamente, alimentándose epipelágicamente de zooplancton, algunos se aprovechan de la medusas que encuentran e incluso pueden alimentarse de algas, crustáceos y peces.

## Géneros y especies

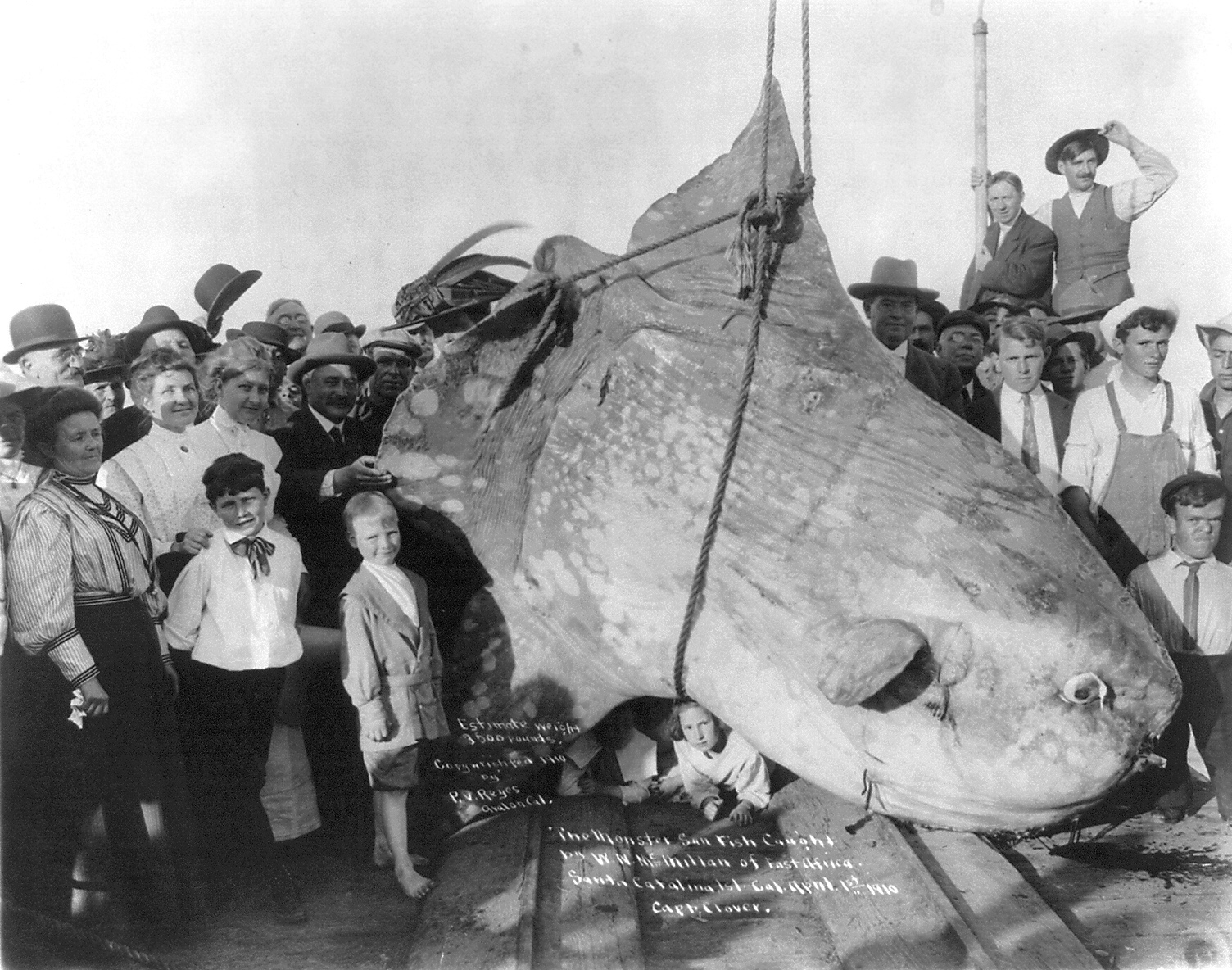
Algunos ejemplares de «mola» son gigantescos.

A pesar de su amplia distribución, existen solo 6 especies agrupadas en 3 géneros:
- Género Masturus (Gill, 1884)
  - Masturus lanceolatus (Liénard, 1840) - mola coliaguda o pez luna coliagudo.
  - Masturus oxyuropterus (Bleeker, 1873)
- Género Mola (Blyth, 1860)
  - Mola mola (Linnaeus, 1758) - pez luna
  - Mola ramsayi (Giglioli, 1883)
  - Mola tecta (Nyegaard et al., 2017)
- Género Ranzania (Nardo, 1840)
  - Ranzania laevis (Pennant, 1776) - ranzania